# Sovina
Cerveja Sovina é uma marca de cerveja artesanal de Portugal que nasceu em 2011, sendo produzida no Porto pela sociedade Os Três Cervejeiros, Ltda. 

## História
Os Três Cervejeiros já existiam desde 2008, comercializando ingredientes e equipamentos para fazer cerveja caseira através do site cervejartesanal.com. Em 2011, Alberto Abreu, Arménio Martins  decidiram criar a sua própria cerveja e chamá-la Sovina, nome que surgiu apenas porque soava bem e não por qualquer associação ao significado da palavra. 
O lançamento oficial da marca, juntamente com as primeiras variedades da cerveja, Amber e Helles, ocorreu a 28 de Outubro de 2011. Pouco tempo depois foram lançadas as variedades IPA e Stout e só depois destas é que foi disponibilizada a Sovina Trigo.
A 24 de Fevereiro de 2012 foi lançada a primeira Sovina Bock e no final do mesmo ano foi lançada a primeira Sovina Natal.

## Cervejas Rotativas
- Sovina Amber (Bière de garde, alc. 6.0% vol.)[5]
- Sovina Helles (Munich Helles, alc. 5.2% vol.)[5]
- Sovina IPA (Indian Pale Ale, alc. 6.4% vol.)[5]
- Sovina Stout (Dry Stout, alc. 4.9% vol.)[5]
- Sovina Trigo (Weissbier, alc. 5.8% vol.)[5]

## Cervejas Sazonais
- Sovina Baltic Porter (Baltic Porter, alc. 8.0% vol.) (1ª edição em 2015)[6]
- Sovina Bock (Helles Bock, alc. 7.5% vol.) (1ª edição em 2011) [5]
- Sovina Natal (Christmas Ale, alc. 10.0% vol.) (1ª edição em 2012)[7]

## Cervejas Limitadas
- Sovina CCC (Amber, alc. 5.2% vol.) (2012)
- Sovina Atlântica (Pilsner, alc. 5.2% vol.) (2013)
- Sovina Amber Vintage (Bière de Garde, 8.5% vol.) (2013) Limitada a 200 unidades.

A Sovina CCC foi produzida especialmente para celebrar a exposição Collecting Collections and Concepts que decorreu em Guimarães em 2012.
A Sovina Atlântica surgiu após um convite da plataforma A Cidade Na Ponta Dos Dedos para Os Três Cervejeiros produzirem uma cerveja comemorativa do primeiro aniversário da referida plataforma.
A Sovina Amber Vintage o resultado da colaboração com a Quinta de Tourais que segue a receita da Sovina Amber e que se deixou maturar em cascos de vinho do Porto para absorver a intensidade dos aromas e paladores do dito vinho.